# Rob Schneider
Robert Michael Schneider (São Francisco,  31 de outubro de 1963) é um ator, comediante, roteirista, dublador e cineasta norte-americano. Ele integrou o elenco do Saturday Night Live e posteriormente passou a estrelar comédias como Deuce Bigalow: Male Gigolo (1999) e sua sequência de 2005, The Animal (2001), The Hot Chick (2002), The Benchwarmers (2006) e Big Stan (2007).
Amigo de longa data de Adam Sandler, fez aparições em vários de seus filmes, assim como Sandler fez algumas participações ou produziu os filmes de Rob. Schneider é pai da cantora Elle King, fruto de seu primeiro casamento.

## Carreira

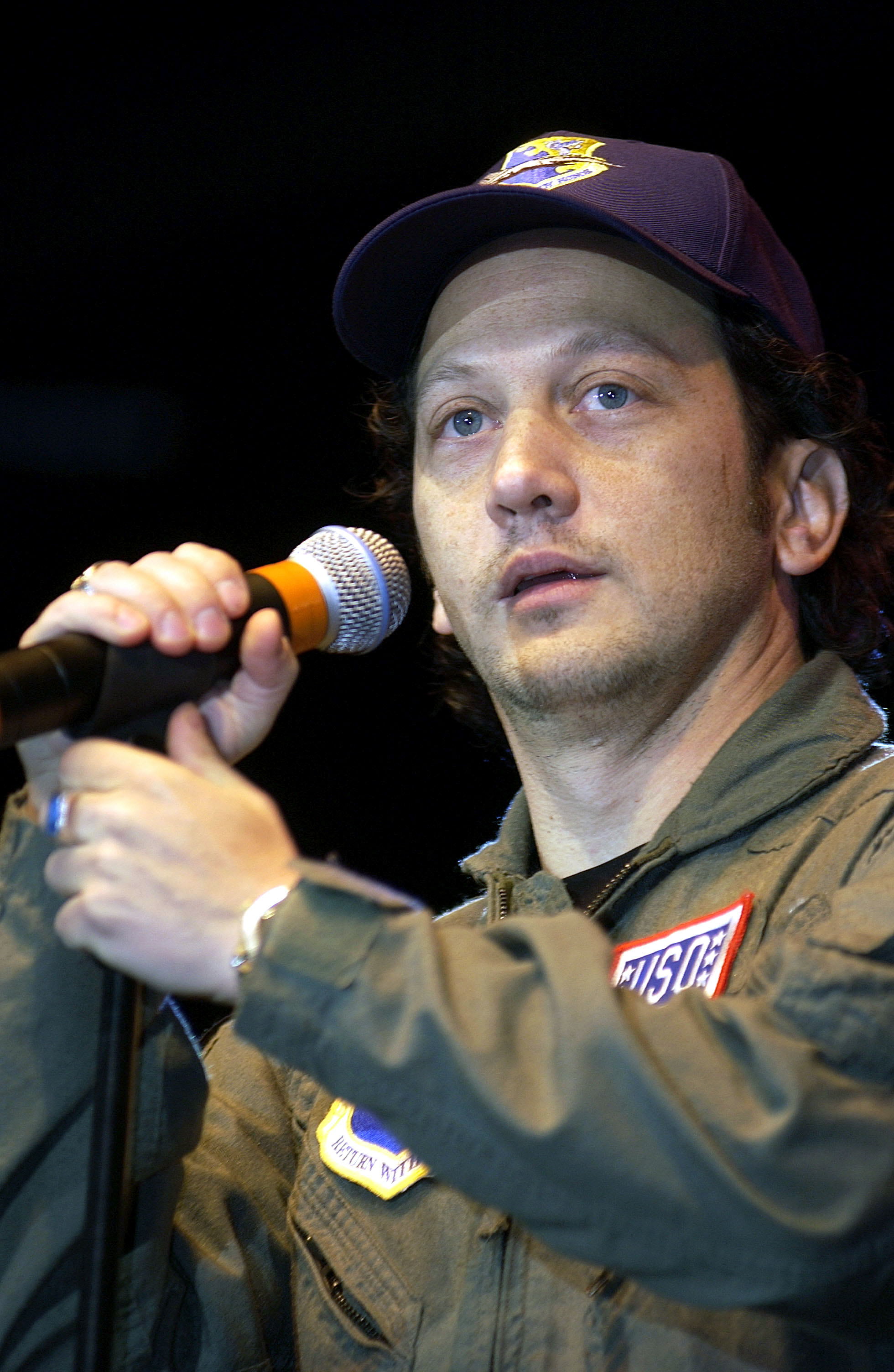
Rob Schneider durante uma turnê de comédia em 16 de novembro de 2001.

Schneider começou sua carreira fazendo stand-ups logo após terminar o ensino médio. Depois de abrir um show para o comediante Dennis Miller, Schneider ganhou uma chance de participar do especial 13th Annual Young Comedians, um programa de jovens talentos da comédia transmitido pela HBO e apresentado por Dennis Miller. Com isso, Schneider teve a chance de trabalhar no famoso programa de TV Saturday Night Live.
Logo após deixar o Saturday Night Live, Schneider atuou em filmes como Surf Ninjas, Judge Dredd, The Beverly Hillbillies, Demolition Man e Down Periscope. Schneider também interpretou um personagem secundário na série de TV Coach. Em 1996, Schneider co-estrelou a série de TV Men Behaving Badly.
Em 1999, Schneider ganhou fama ao estrelar o filme Deuce Bigalow: Male Gigolo. Logo depois vieram os filmes The Animal, The Hot Chick e a sequência Deuce Bigalow: European Gigolo, pelo qual ganhou o Framboesa de Ouro na categoria de Pior Ator.
Em 2006, estrelou ao lado de David Spade e Jon Heder o filme The Benchwarmers. Schneider também apareceu em filmes como Muppets from Space e Around the World in 80 Days. Em 2007, estreou na direção com o filme Big Stan, no qual também atuou.
E já havia trabalhado no programa Saturday Night Live. Schneider atuou em vários filmes estrelados por Sandler, como The Waterboy, Little Nicky, 50 First Dates, The Longest Yard e Bedtime Stories, além de fazer uma aparição não-creditada na comédia Click. Sandler também já atuou em filmes estrelados por Schneider, como The Animal e The Hot Chick. Schneider narrou o filme Eight Crazy Nights, animação que Sandler escreveu, produziu e dublou. Sandler e Schneider também podem ser vistos atuando juntos nos filmes I Now Pronounce You Chuck and Larry, You Don't Mess with the Zohan e Grown Ups.

## Vida pessoal
Rob Schneider nasceu em São Francisco, Califórnia, e cresceu no subúrbio vizinho de Pacifica. Seus pais são Pilar (née Monroe), uma ex-professora de jardim de infância e ex-presidente do conselho escolar, e Marvin Schneider, um corretor de imóveis. Seu pai era judeu e sua mãe católica. A avó materna de Schneider era uma Filipina que conheceu e se casou com seu avô, um soldado branco do exército americano, enquanto ele estava estacionado nas Filipinas. Sua formação mista é um tema comum em seus atos de comédia. Seu irmão mais velho, John, é produtor. Schneider se formou na Terra Nova High School em 1982 e depois estudou na Universidade de São Francisco. Em 2023, Schneider anunciou sua conversão ao catolicismo.
Rob Schneider foi casado com a modelo London King e com ela teve uma filha: a cantora Elle King, nascida em 1989.
Em 1996, Schneider fundou a Rob Schneider Music Foundation. A fundação devolveu a educação musical às escolas de ensino fundamental de Pacifica, pagando os salários dos professores e fornecendo fundos para instrumentos e outros equipamentos. Antes dos esforços de Schneider, o sistema escolar não tinha programas de educação musical há muitos anos.
Schneider já foi co-proprietário do DNA Lounge, uma boate de São Francisco.
Em 23 de abril de 2011, Schneider se casou com a produtora de televisão Patricia Azarcoya Arce, em Beverly Hills. Sua filha Miranda Scarlett Schneider, nasceu em 2012. Em setembro de 2016, a terceira filha de Schneider nasceu: Madeline Robbie Schneide. A família apóia o clube de futebol mexicano Tigres, que é baseado na cidade natal de Patricia, Monterrey.
Rob também costuma usar roupas típicas dos anos 70.
Em 31 de outubro de 2023, dia de seu aniversário de 60 anos, Schneider declarou ser um "novo convertido ao catolicismo", e pediu perdão a pessoas que ele tenha magoado com suas opiniões contrárias às medidas de confinamento da COVID-19.

## Filmografia
| Filmes | Filmes                              | Filmes                                           | Filmes                                             | Filmes                                                |
| Ano    | Título                              | Personagem                                       | Título no Brasil                                   | Diretor                                               |
| ------ | ----------------------------------- | ------------------------------------------------ | -------------------------------------------------- | ----------------------------------------------------- |
| 1989   | Martians Go Home                    | Marciano Voyeur                                  | Uma Cômica Invasão                                 | David Odell                                           |
| 1991   | Necessary Roughness                 | Chuck Neiderman                                  | Tirando o Time de Campo                            | Stan Dragoti                                          |
| 1992   | Home Alone 2: Lost in New York      | Cedric, o mensageiro do Plaza Hotel              | Esqueceram de Mim 2: Perdido em Nova York          | Chris Columbus                                        |
| 1993   | Surf Ninjas                         | Iggy                                             | Surfistas Ninjas                                   | Neal Israel                                           |
| 1993   | Demolition Man                      | Erwin                                            | O Demolidor                                        | Marco Brambilla                                       |
| 1993   | The Beverly Hillbillies             | Woodrow Tyler                                    | A Família Buscapé                                  | Penelope Spheeris                                     |
| 1995   | Judge Dredd                         | Fergie                                           | O Juiz                                             | Danny Cannon                                          |
| 1996   | Down Periscope                      | Lt. Martin Pascal                                | Por Água Abaixo                                    | David S. Ward                                         |
| 1996   | The Adventures of Pinocchio         | Volpe                                            | As Aventuras do Pinóquio                           | Steven Barron                                         |
| 1998   | Knock Off                           | Tommy Hendricks                                  | Knock Off                                          | Tsui Hark                                             |
| 1998   | Susan's Plan                        | Steve                                            | Plano de Risco                                     | John Landis                                           |
| 1998   | The Waterboy                        | Townie                                           | O Rei da Água                                      | Frank Coraci                                          |
| 1999   | Deuce Bigalow: Male Gigolo          | Deuce Bigalow                                    | Gigolô por Acidente                                | Mike Mitchell                                         |
| 1999   | Big Daddy                           | Nazo                                             | O Paizão                                           | Dennis Dugan                                          |
| 1999   | Muppets from Space                  | Produtor de TV                                   | Muppets do Espaço                                  | Tim Hill                                              |
| 2000   | Little Nicky                        | Townie                                           | Um Diabo Diferente                                 | Frank Coraci                                          |
| 2001   | The Animal                          | Marvin Mage                                      | Animal                                             | Luke Greenfield                                       |
| 2002   | Mr. Deeds                           | Nazo                                             | A Herança de Mr. Deeds                             | Steven Brill, Jared Harris                            |
| 2002   | Eight Crazy Nights                  | Narrador / Garçom chinês (voz)                   | Oito noites de loucura de Adam Sandler             | Seth Kearsley                                         |
| 2002   | The Hot Chick                       | Clive Maxtone / Jessica Spencer                  | Garota Veneno                                      | Tom Brady                                             |
| 2004   | 50 First Dates                      | Ula                                              | Como se Fosse a Primeira Vez                       | Peter Segal                                           |
| 2004   | Around the World in 80 Days         | Hobo                                             | Volta ao Mundo em 80 Dias - Uma Aposta Muito Louca | Frank Coraci                                          |
| 2005   | The Longest Yard                    | Punky                                            | Golpe Baixo                                        | Peter Segal                                           |
| 2005   | Deuce Bigalow: European Gigolo      | Deuce Bigalow                                    | Gigolô Europeu por Acidente                        | Mike Bigelow                                          |
| 2006   | Grandma's Boy                       | Yuri                                             | O Queridinho da Vovó                               | Nicholaus Goossen                                     |
| 2006   | The Benchwarmers                    | Gus Matthews                                     | Os Esquenta-Banco                                  | Dennis Dugan                                          |
| 2006   | Click                               | Príncipe Habeeboo                                | Click                                              | Frank Coraci                                          |
| 2006   | Shark Bait                          | Nerissa (voz)                                    | O Mar não Está para Peixe                          | Howard Baker, Howard E. Baker, John Fox, Kyung Ho Lee |
| 2006   | Little Man                          | Dinossauro Rex                                   | O Pequenino                                        | Keenen Ivory Wayans                                   |
| 2007   | I Now Pronounce You Chuck and Larry | Ministro Asiático                                | Eu os Declaro Marido e… Larry                      | Dennis Dugan                                          |
| 2008   | American Crude                      | Bill                                             | Escolhas Erradas                                   | Craig Sheffer                                         |
| 2008   | You Don't Mess with the Zohan       | Salim                                            | Zohan: Um Agente Bom de Corte                      | Dennis Dugan                                          |
| 2008   | Bedtime Stories                     | Índio vendedor de cavalos / Batedor de carteiras | Um Faz de Conta Que Acontece                       | Adam Shankman                                         |
| 2008   | Big Stan                            | Stan Minton                                      | Big Stan: Arrebentando na Prisão                   | Rob Schneider                                         |
| 2009   | Noah's Ark: The New Beginning       | Zed                                              | A Arca de Noé e o Novo Dilúvio                     | John Stronach, Bill Boyce                             |
| 2009   | American Virgin                     | Ed Curtzman                                      | Virgem em Apuros                                   | Clare Kilner                                          |
| 2009   | Wild Cherry                         | Nathan McNichol                                  | Cereja Selvagem                                    | Dana Lustig                                           |
| 2010   | Grown Ups                           | Rob Hilliard                                     | Gente Grande                                       | Dennis Dugan                                          |
| 2010   | The Chosen One                      | Paul Zadzik                                      | O Céu não Pode Esperar                             | Rob Schneider                                         |
| 2011   | You May Not Kiss the Bride          | Ernesto                                          | Você Não Pode Beijar a Noiva                       | Rob Hedden                                            |
| 2012   | The Reef 2: High Tide               | Nerissa (voz)                                    | O Mar não está Pra Peixe 2: Tubarões á Vista       | Mark A.Z. Dippé Taedong Park                          |
| 2012   | Dino Time                           | Dodger (voz)                                     | Meus Amigos Dinossauros                            | Yoon-suk Choi, John Kafka                             |
| 2013   | InAPPropriate Comedy                | Psicólogo / J.D.                                 | Comédia InAPPropriada                              | Vince Offer                                           |
| 2015   | The Ridiculous 6                    | Ramon Lopez-Stockburn                            | Os Seis Ridículos                                  | Frank Coraci                                          |
| 2016   | Norm of the North                   | Norm (voz)                                       | Norm e os Invencíveis                              | Trevor Wall                                           |
| 2017   | Sandy Wexler                        | Firuz                                            | Sandy Wexler                                       | Steven Brill                                          |
| 2020   | The Wrong Missy                     | Komante                                          | A Missy Errada                                     | Tyler Spindel                                         |
| 2025   | Happy Gilmore 2                     | Anão andando de triciclo                         | Um Maluco no Golfe 2                               | Kyle Newacheck                                        |

| Televisão | Televisão           | Televisão                      | Televisão        | Televisão |
| Ano       | Título              | Personagem                     | Nota             |           |
| --------- | ------------------- | ------------------------------ | ---------------- | --------- |
| 1989      | 227                 | Jeremy                         | 1 episódio       |           |
| 1990      | Coach               | Leonard Kraleman               | 1 episódio       |           |
| 1990–1994 | Saturday Night Live | Ele mesmo / Vários personagens | Temporadas 16–19 |           |
| 1996      | Seinfeld            | Bob Grossberg                  | 1 episódio       |           |
| 1996      | Men Behaving Badly  | Jamie Coleman                  | 1996–1997        |           |
| 1998      | Ally McBeal         | Ross Fitzsimmons               | 1 episódio       |           |
| 2012      | Rob                 | Rob                            |                  |           |
| 2013      | Inside Amy Schumer  | Rich                           | 1 episódio       |           |
| 2014      | Hot in Cleveland    | Chill                          | 1 episódio       |           |
| 2015      | Real Rob            | Rob                            | 2015–presente    |           |

## Parceria com Adam Sandler
Rob costuma fazer muitos filmes com Adam Sandler, tanto Rob aparece nos filmes dele quanto ele aparece nos filmes do Rob.

### The Ridiculous Six
Nesse filme, Rob interpretou o mexicano Ramon Lopez, um dos seis irmãos descobertos pelo protagonista Tommy "Faca Branca" (Sandler). O melhor amigo de Ramon é o seu burrico de estimação.

### Grown Ups
Em Grown Ups, enquanto Adam era o líder do grupo, Lenny, Rob era um dos membros do grupo. O personagem (também chamado de Rob), desde criança, prefere mulheres mais velhas, bem mais velhas! Tanto que, agora adulto, está casado com uma mulher quase idosa. Antes dela, Rob já foi casado três vezes e teve filhas de cada casamento: duas lindas e uma esquisita. Fazendo trabalhos como massagista e terapeuta, Rob leva um estilo de vida natural e zen.

### 50 First Dates
Em 50 First Dates Rob era o amigo de Adam (Hanry) que trabalhava como assistente dele, aqui ele está irreconhecível: magro, com cabelo comprido e um olho de vidro. Ele ajuda Adam a conseguir consquistar o coração de Lucy, sendo até mesmo espancado por ela em uma cena.

### Bedtime Stories
Em Bedtime Stories ele aparece em uma das histórias para dormir que Adam está contando, ele é um cacique vendedor de cavalos. Quando a história se realiza e Adam o encontra na vida real ele o engana e rouba sua carteira.

### You Don't Mess with the Zohan
Em You Don't Mess with the Zohan ele não é amigo de Adam, desta vez o personagem Salim (Rob) odeia ele e busca vingança por ele ter roubado seu bode de estimação.

### Click
Desta vez ele faz um personagem secundário, o príncipe Habeeboo, um príncipe árabe que pediu os serviços de Adam para construir um prédio. Adam sempre errava a pronúncia do nome, chegando a se referir a ele como HobaHoba, uma marca de chiclete.

### The Hot Chick
Desta vez foi Adam quem apareceu em um filme do Rob, Adam fez um tocador de Mambusa Bongo que trabalhava na loja onde Jessica comprou os brincos enfeitiçados. O personagem era um hippie chapado.

### Little Nicky
Esse papel de Rob não foi creditado, ele apareceu em uma única cena.

### Mr. Deeds
Nesse filme, Rob faz apenas uma pequena e rápida aparição interpretando novamente o entregador Nazo, que já havia interpretado em "Big Dady").

### Jack and Jill
Desta vez ele apenas foi mencionado no final do filme, quando Jill diz que passou a noite com um ator famoso e elas perguntam (implicam) se foi com o Rob Schneider.

### Big Daddy (O Paizão)
Nesse filme, Rob interpretou Nazo, um entregador semi-analfabeto e melhor amigo do protagonista Sonny Koufax (Sandler). O filme foi um sucesso de bilheteria, levando $163 milhões no mercado interno dos EUA e 234 milhões de dólares no mundo todo. Contudo, o filme recebeu opiniões negativas dos críticos. Foi nomeado para cinco Razzie Awards, incluindo Pior Filme, Pior Diretor, Pior Ator Coadjuvante para Rob Schneider e Pior Roteiro, sendo que Adam Sandler ganhou o prêmio de Pior Ator.

## Prêmios e indicações
- 1999: Framboesa de Ouro de Pior Ator Coadjuvante, por Big Daddy (indicado).
- 2005: MTV Movie Awards de Melhor Performance Sexy, por Deuce Bigelow: European Gigolo (indicado).
- 2005: Framboesa de Ouro de Pior Ator, por Deuce Bigelow: European Gigolo (vencedor).
- 2005: Framboesa de Ouro de Pior Dupla, por Deuce Bigelow: European Gigolo (indicado).
- 2006: Framboesa de Ouro de Pior Ator, por The Benchwarmers (indicado).
- 2007: Framboesa de Ouro de Pior Ator Coadjuvante, por I Now Pronounce You Chuck & Larry (indicado).